# Robert Walter Weir
Pour les articles homonymes, voir Weir.
Robert Walker Weir, né le 18 juin 1803 à New Rochelle dans l'état de New York et décédé le 1er mai 1889 à New York dans le même état aux États-Unis, est un peintre américain de la Hudson River School et un professeur d'art américain, connu pour ses nombreux portraits et ces paysages. L'une de ces œuvres la plus connue, intitulée Embarkation of the Pilgrims et illustrant l'embarquement des Pères pèlerins à bord du vaisseau Speedwell en 1620, décore la rotonde du Capitole des États-Unis à Washington.

## Biographie
Robert Walter Weir naît à New Rochelle en 1803. Autodidacte, il commence une carrière de peintre en 1821 et part étudier en 1824 l'art en Italie. Il s'installe à Florence jusqu'en 1825, avant de vivre à Rome jusqu'en 1827, période durant laquelle il étudie les œuvres des maîtres italiens de la Renaissance comme Michel-Ange ou Raphaël. Durant son séjour à Florence, il se lie d'amitié avec le peintre Horatio Greenough.
Lorsque Greenough tombe malade en 1827, il rentre en sa compagnie à New York. Il devient professeur de dessin et de peinture à l'académie militaire de West Point jusqu'en 1876. Il a notamment pour élèves les peintres et illustrateurs James Abbott McNeill Whistler, Seth Eastman, George Martin Ottinger et Winckworth Allan Gay ainsi que le futur président des États-Unis Ulysses S. Grant.
En 1837, il reçoit une commande pour réaliser une œuvre destinée à décorer la rotonde du Capitole des États-Unis à Washington. Il réalise le tableau Embarkation of the Pilgrims qui illustre l'embarquement des Pères pèlerins à bord du vaisseau Speedwell en 1620. Le tableau est dévoilé en 1844.
Après son départ de West Point, il séjourne à Hoboken dans l'état du New Jersey puis à New York à partir de 1878, ou il donne à nouveau des cours, enseignant notamment à Juliette Gordon Low et Irene E. Parmelee (en).
Marié à deux reprises, il a au cours de sa vie seize enfants, dont les peintres Julian Alden Weir (1852-1919) et John Ferguson Weir (en) (1841-1926). Il décède à New York en 1889.
Ces œuvres sont notamment visibles ou conservées au Brooklyn Museum et au Metropolitan Museum of Art de New York, à la Wadsworth Atheneum d'Hartford, au musée d'Art de l'université de Princeton, à la Yale University Art Gallery de New Haven, musée des Beaux-Arts de Boston, au Palmer Museum of Art (en) de State College, au musée d'Art du comté de Los Angeles de Los Angeles, au Chrysler Museum of Art de Norfolk, au Worcester Art Museum de Worcester, au Detroit Institute of Arts de Détroit et à la National Portrait Gallery et au Smithsonian American Art Museum de Washington.

## Œuvres

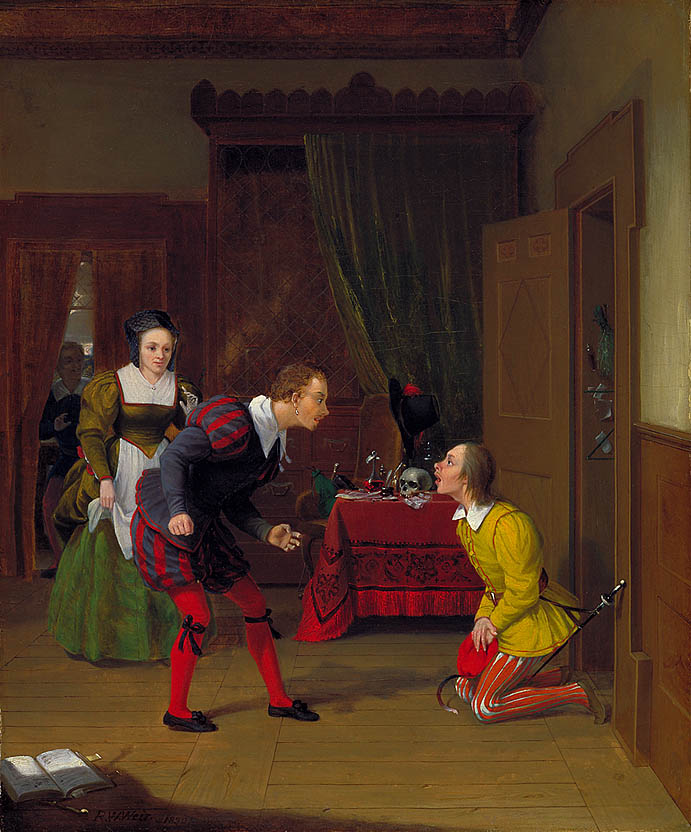
The Merry Wives of Windsor: Dr. Caius, Simple and Dame Quickly, 1830, Smithsonian American Art Museum
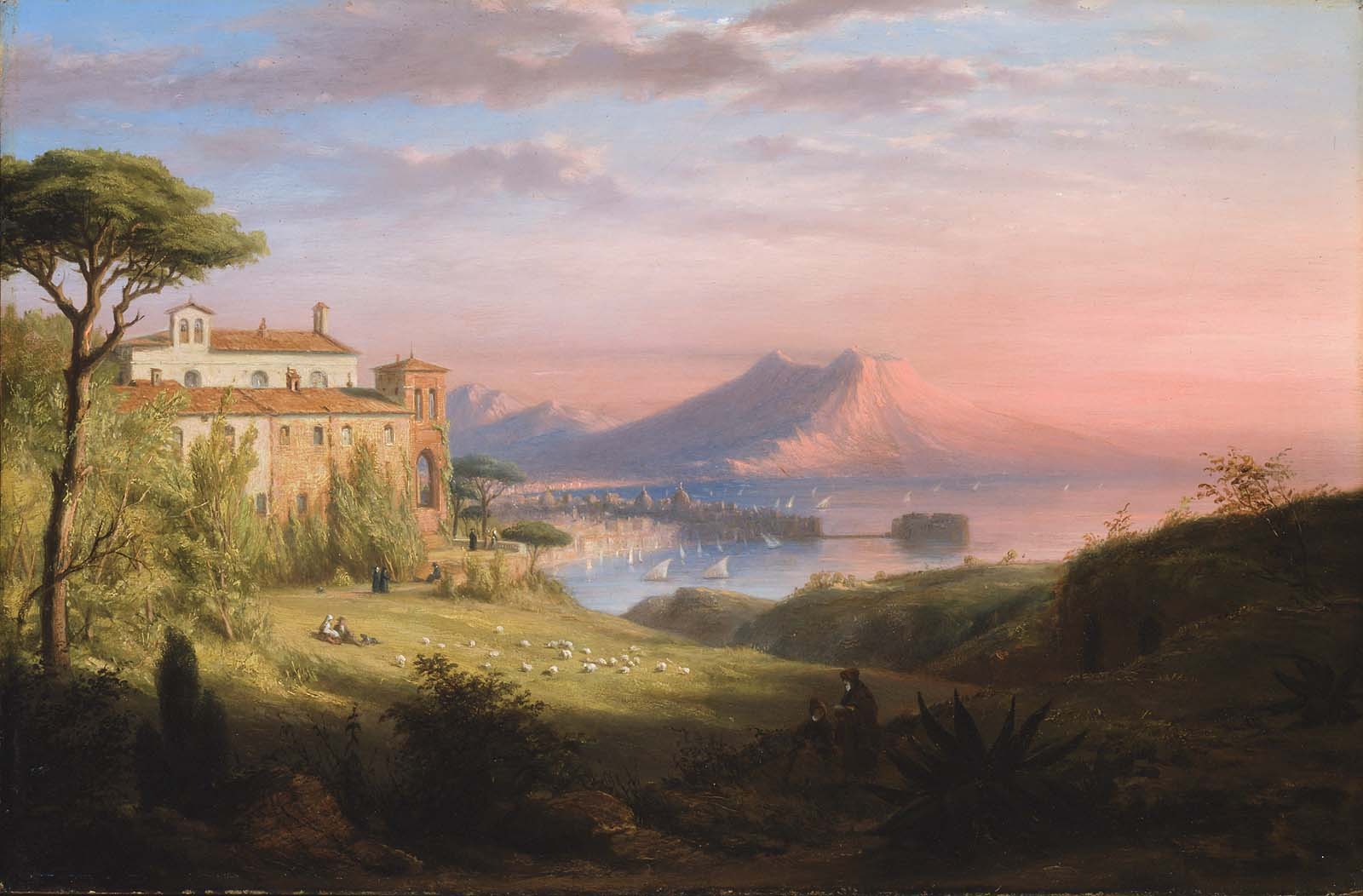
Bay of Naples, vers 1830, Musée des Beaux-Arts de Boston
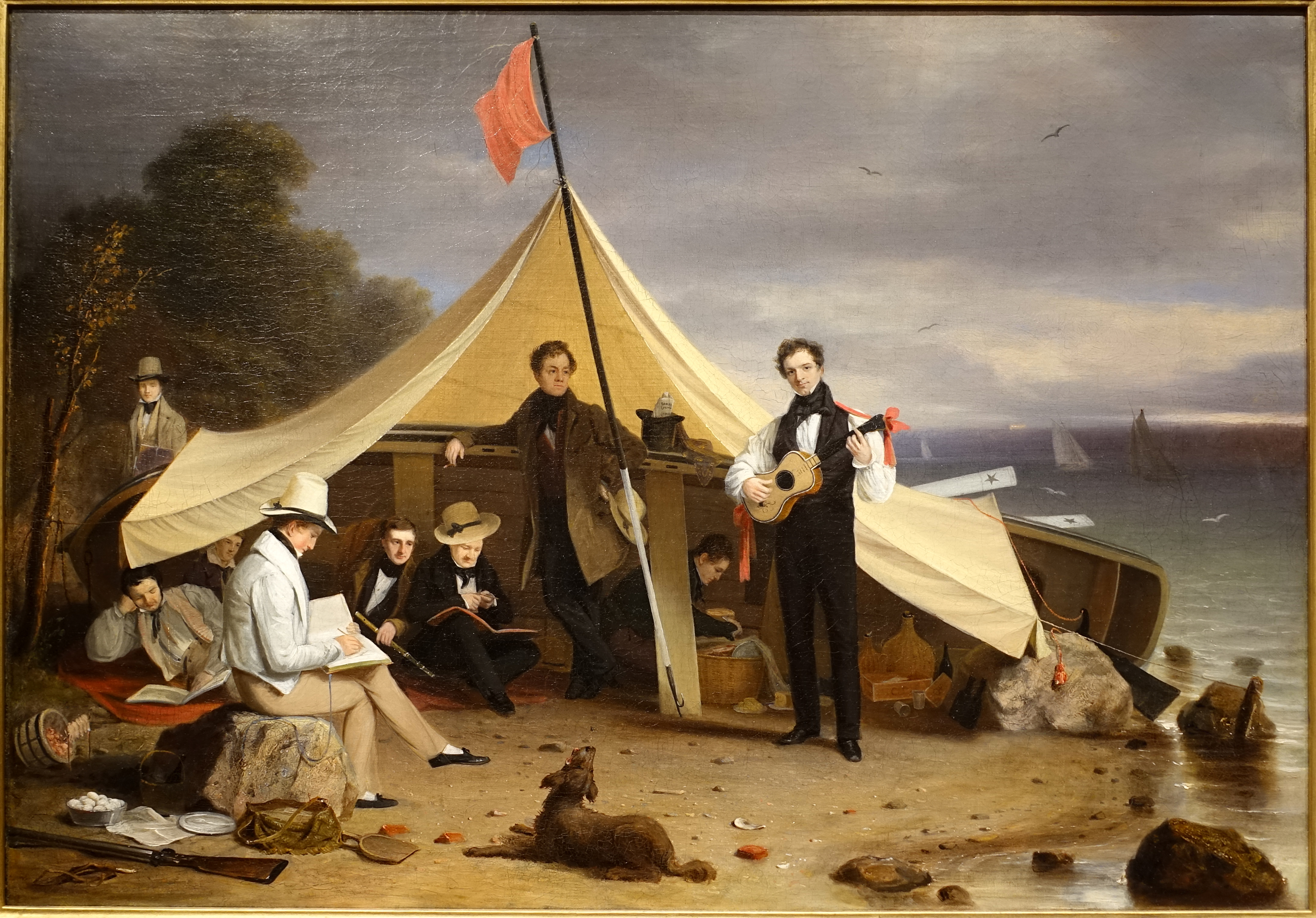
The Greenwich Boat Club, 1833, musée d'Art de l'université de Princeton
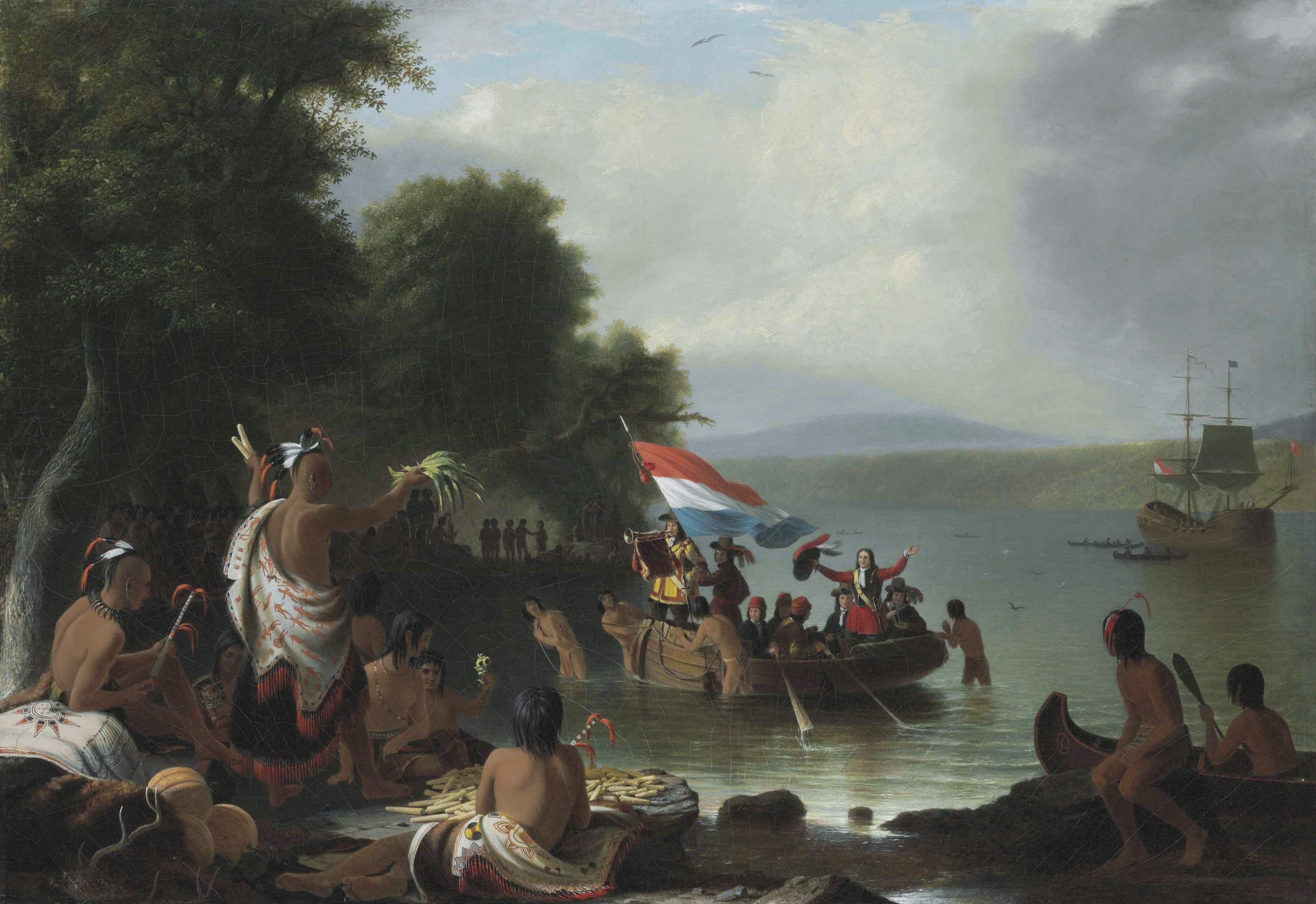
Landing of Henry Hudson, 1609, at Verplanck Point, New York, 1835
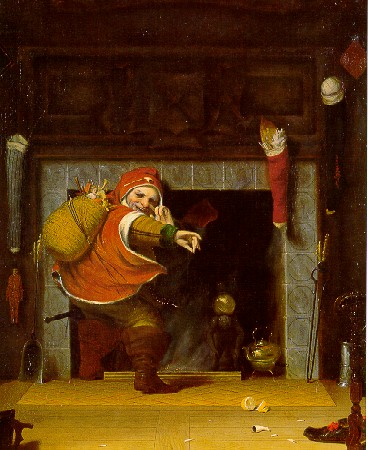
Saint Nicholas, 1837
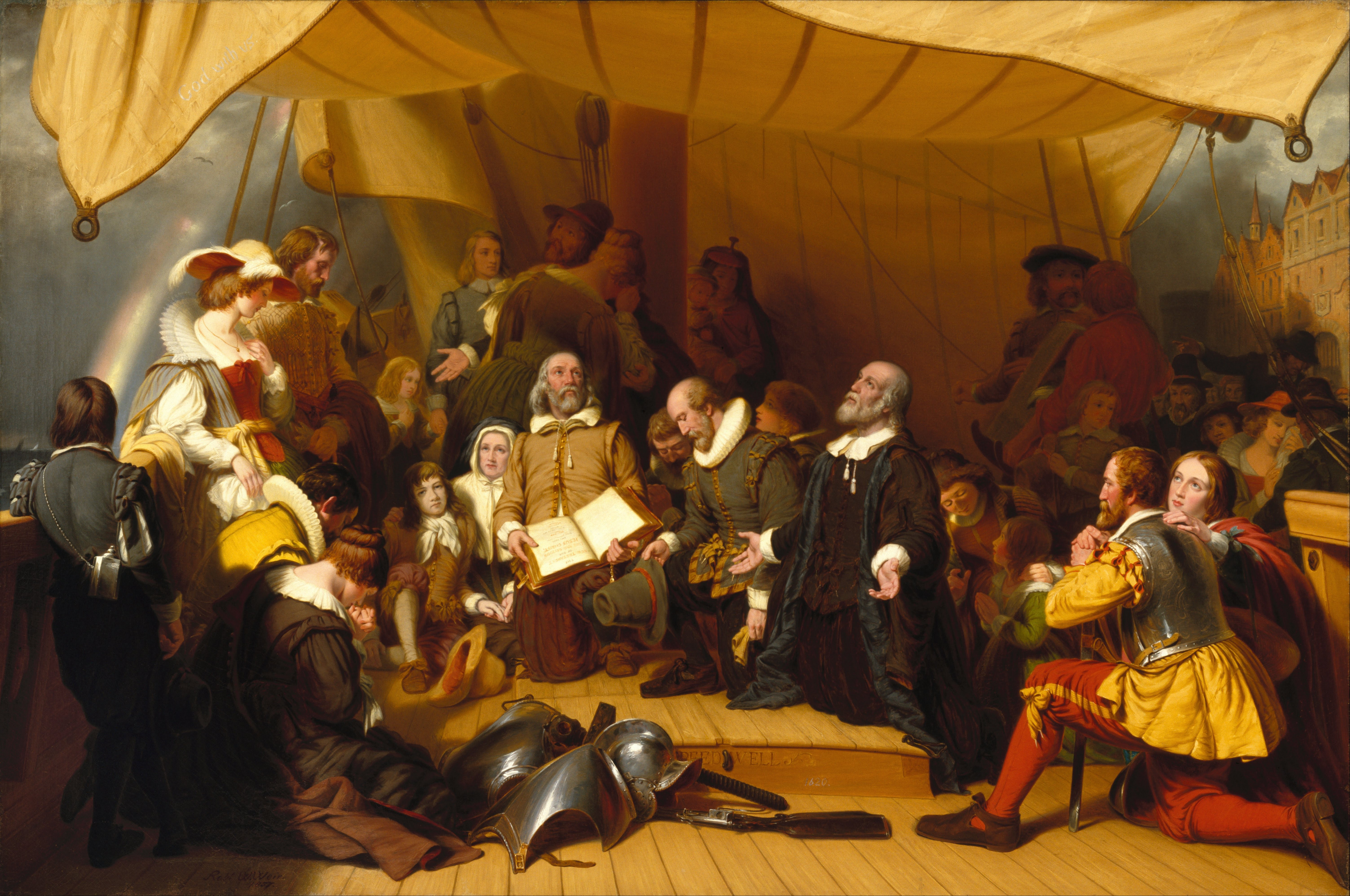
Embarkation of the Pilgrims, 1857, Brooklyn Museum
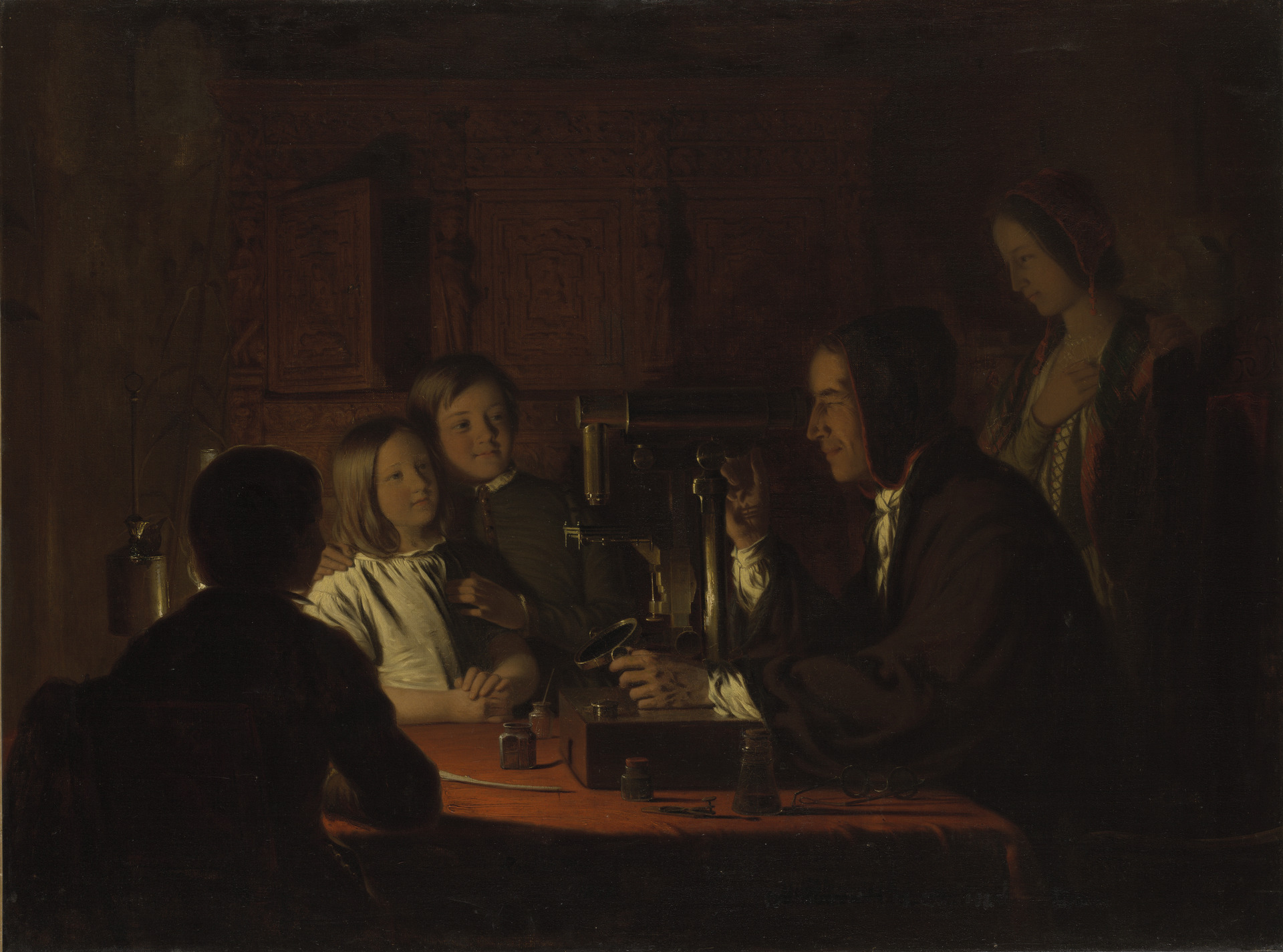
The Microscope, 1849, Yale University Art Gallery
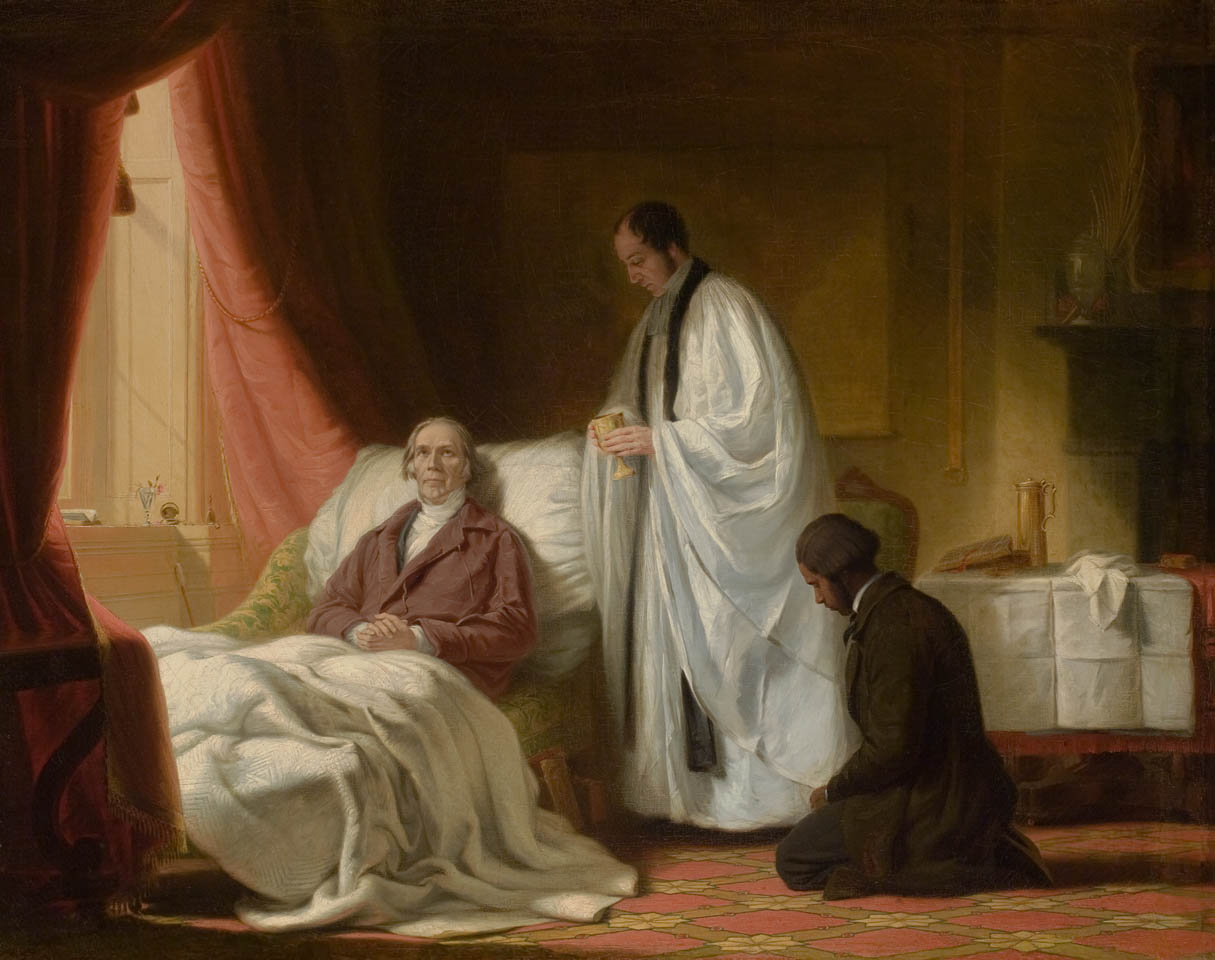
The Last Communion of Henry Clay, 1852
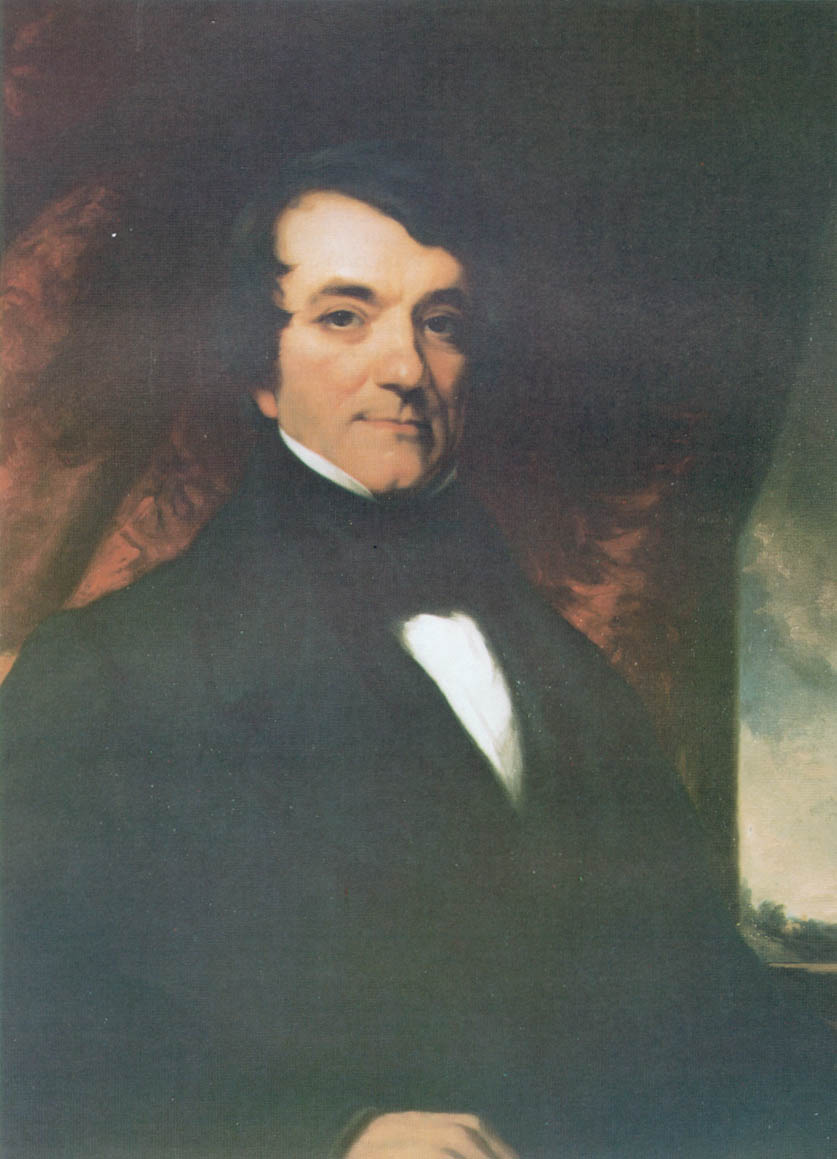
Portrait de John Canfield Spencer, vers 1855, Metropolitan Museum of Art
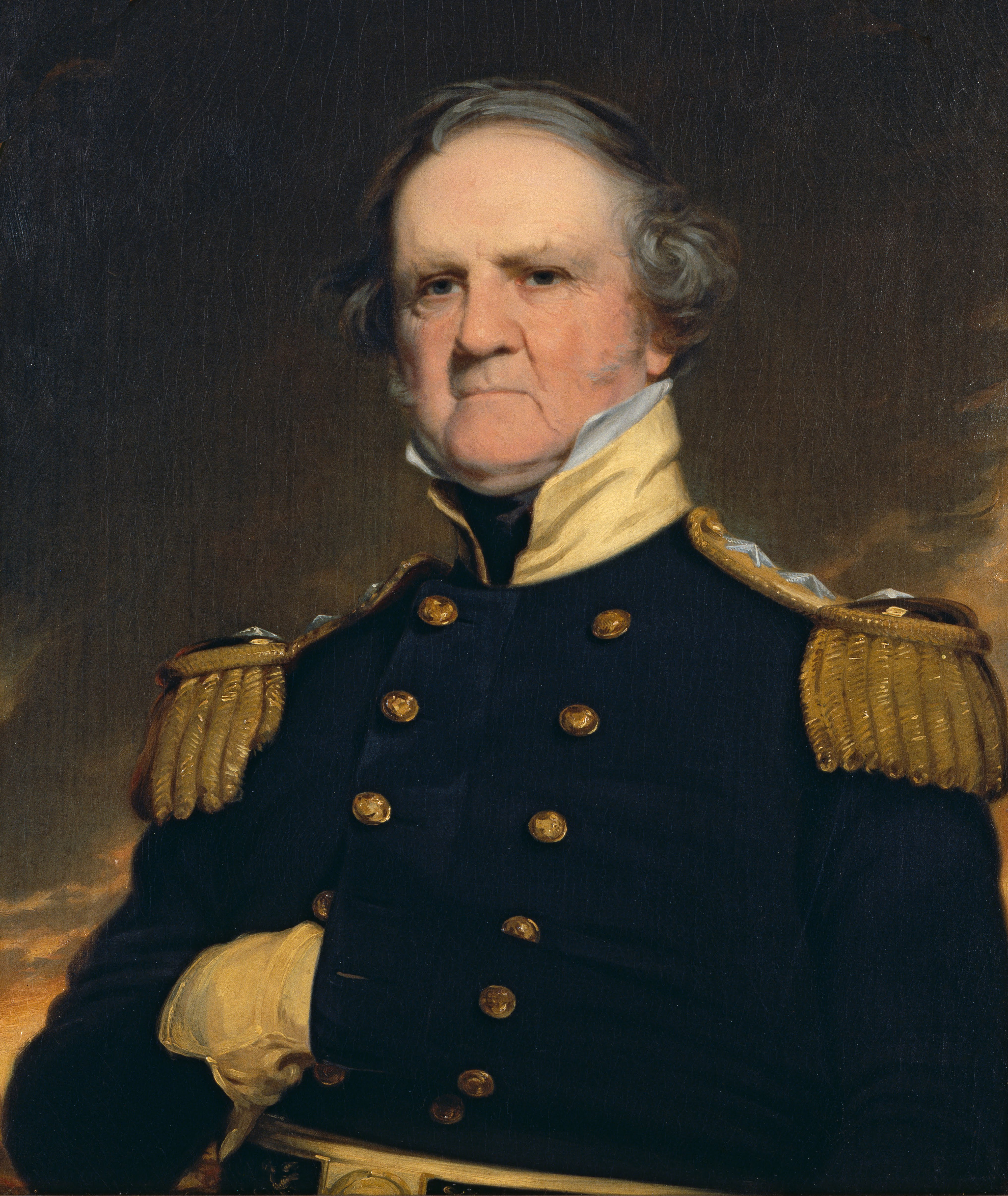
Portrait de Winfield Scott, vers 1855, National Portrait Gallery
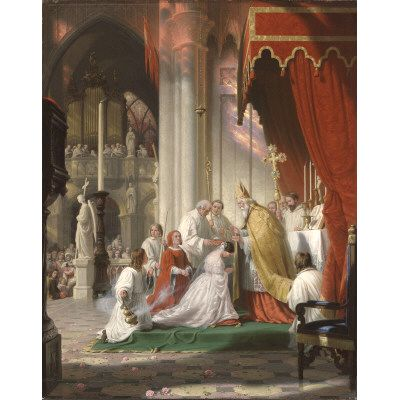
Taking the Veil, 1863
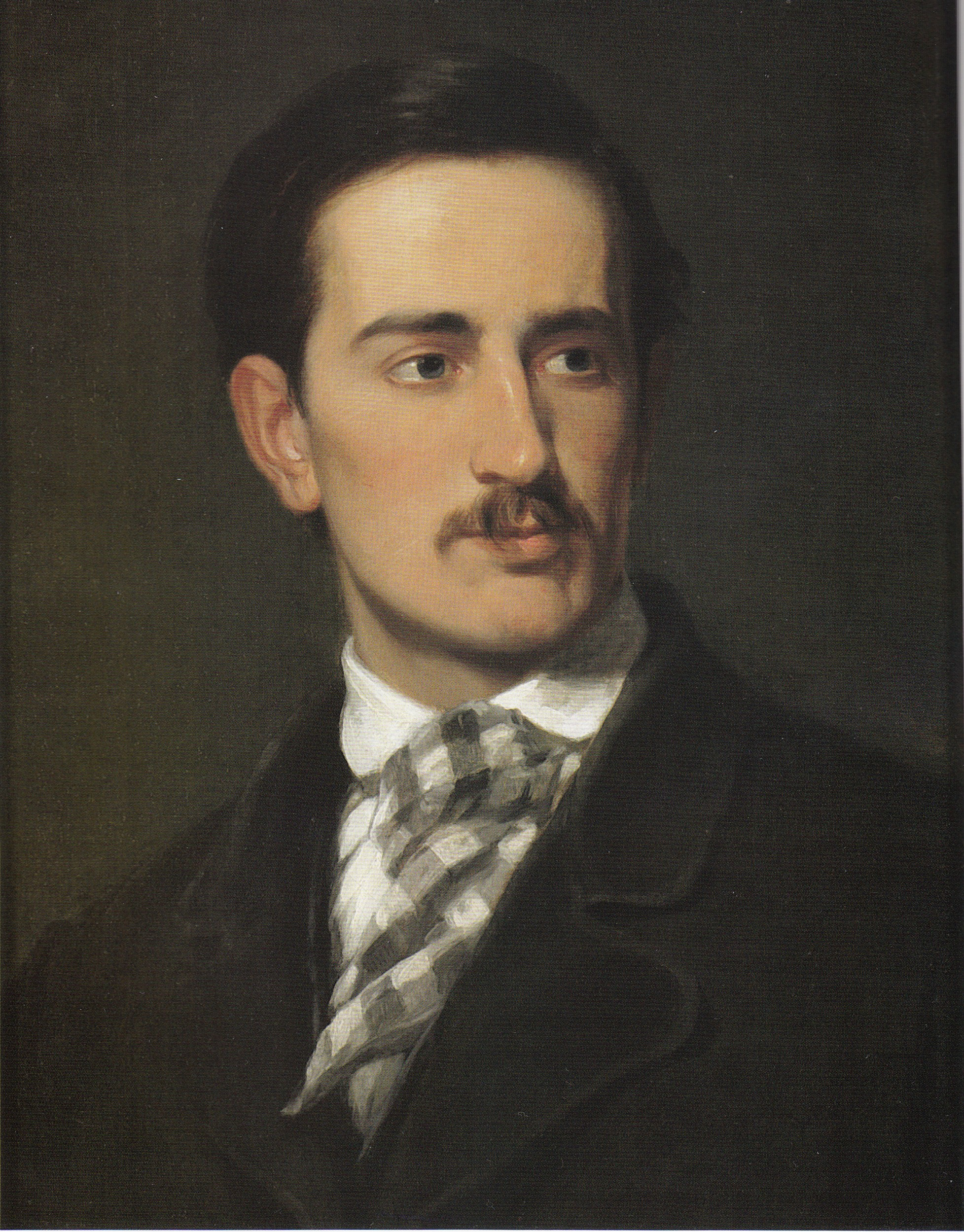
Portrait de John Ferguson Weir (en), entre 1864 et 1865, Académie américaine des beaux-arts
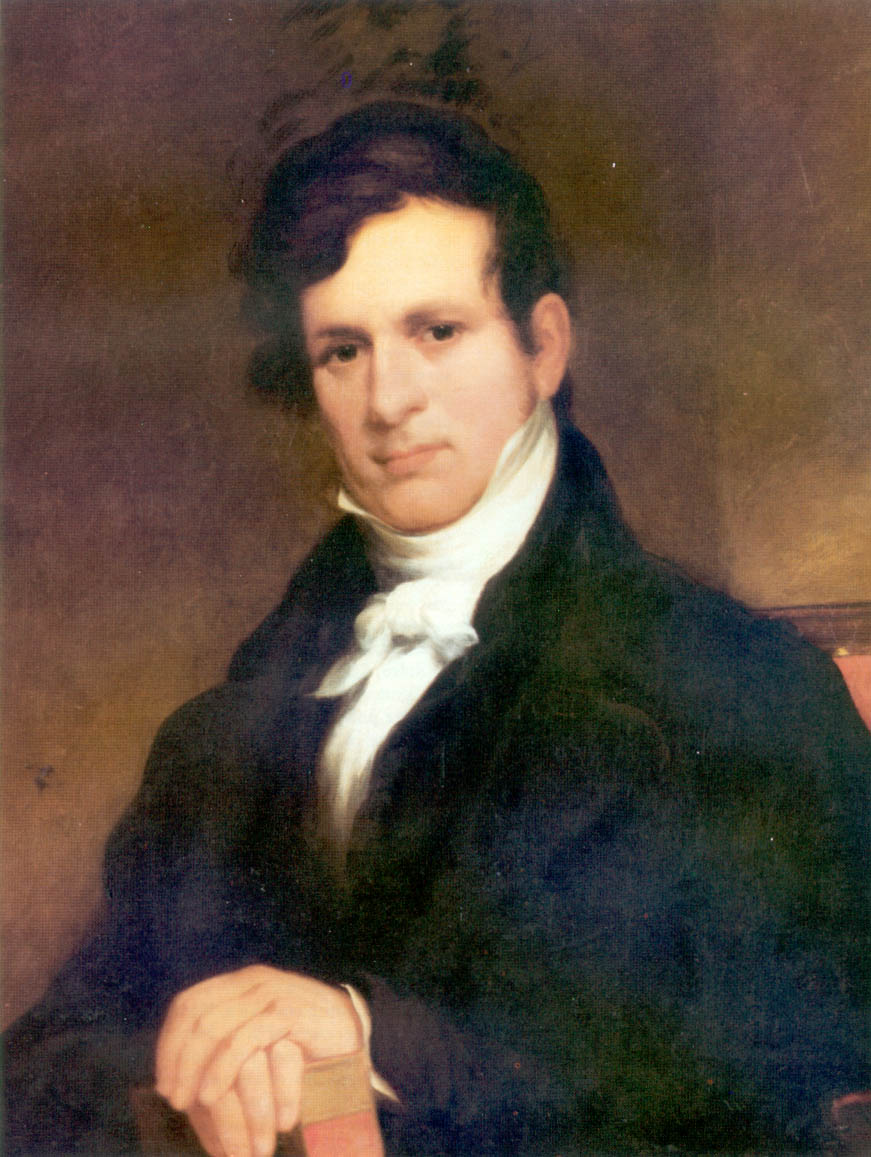
Portrait de John Eaton, 1873
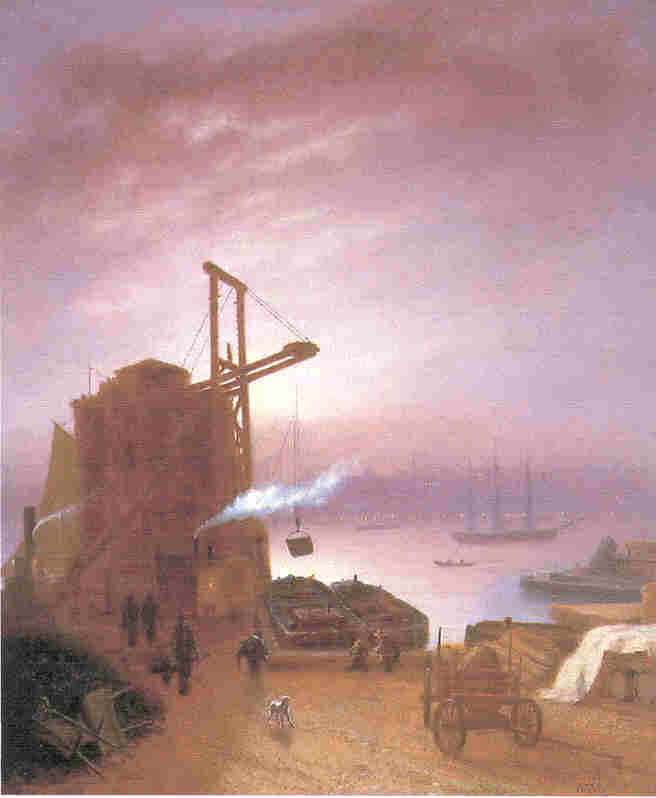
The Hudson River from Hoboken, 1878, Detroit Institute of Arts
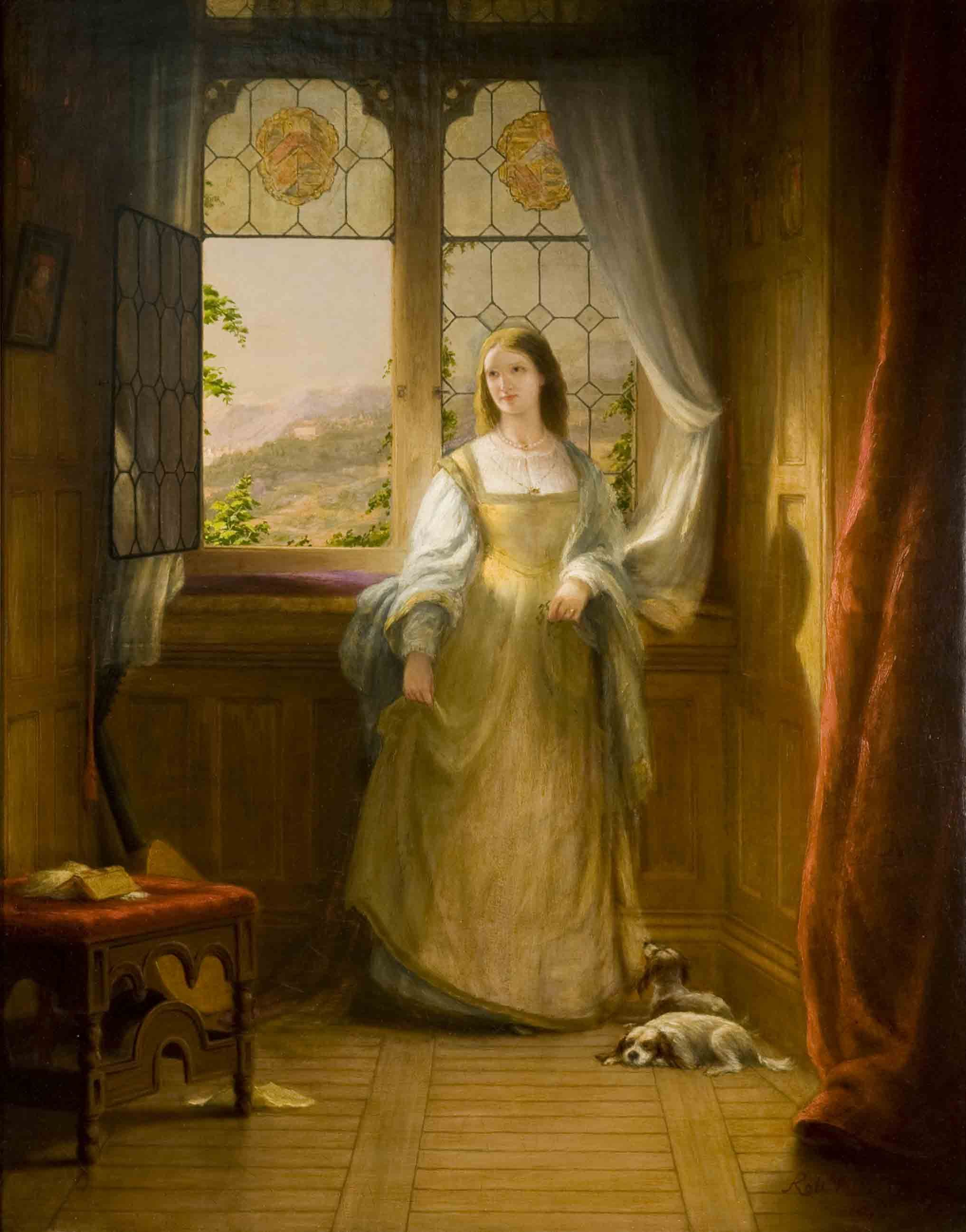
Bianca, 1879, Palmer Museum of Art (en)